# 暗号資産交換業者登録一覧
暗号資産交換業者一覧（あんごうしさんこうかんぎょうしゃいちらん）とは、暗号資産交換業の登録を受けた金融会社の一覧であり、金融庁ホームページの「免許・許可・登録等を受けている業者一覧」で公開されている。

## 概要
事業者数は令和5年8月31日現在で、29社（関東財務局：27社、近畿財務局2社）となっている。
金融庁HP：暗号資産交換業者
- 株式会社マネーパートナーズ
- FTX Japan株式会社
- 株式会社bitFlyer
- ビットバンク株式会社
- GMOコイン株式会社
- ビットトレード株式会社
- BTCボックス株式会社
- 株式会社ビットポイントジャパン
- SBI VCトレード株式会社
- Coin Estate株式会社
- COINHUB株式会社
- コインチェック株式会社
- 楽天ウォレット株式会社
- Amber Japan株式会社
- LINE Xenesis株式会社
- Coin Master株式会社
- オーケーコイン・ジャパン株式会社
- CoinBest株式会社
- 株式会社デジタルアセットマーケッツ
- 株式会社マーキュリー
- 株式会社coinbook
- 東京ハッシュ株式会社
- Coinbase株式会社
- 株式会社Crypto Garage
- 株式会社メルコイン
- Binance Japan株式会社
- 株式会社カイカエクスチェンジ
- 株式会社ガイア

韓国では、2021年3月に施行された特定金融情報法（特金法）の改正で、情報セキュリティー認証の「ISMS」取得、入出金が実名確認できる口座開設の確認、役員の法令違反がないを満たしたうえで政府に申請しないとならず、66の交換業者があったが4社（アップビット、ビットサム、コインワン、コービット）を残して多くが廃業となった。

## 廃業
- Zaif運営のテックビューロ ‐ 2020年11月17日に業界初の廃業。2018年9月に約70億円の暗号資産が流出し、金融庁から3度の業務改善命令を受けていた[3][4]。
- 株式会社DMM Bitcoin ‐ 2024年5月末に482億円相当のビットコインを不正流出させたことから廃業となった[5]。

## ホワイトリスト
暗号資産交換業者一覧で公開されている項目には「取り扱う暗号資産」が含まれているが、これは通称「ホワイトリスト」と呼ばれており、下記の暗号資産が該当する。
ホワイトリスト入りしている暗号資産は他の暗号資産と比べて、安全性と信頼性が高いと評価することができるが、金融庁はこれらの暗号資産が資金決済法上の定義に該当することを確認したにすぎず、それを直接的に保証しているわけではないことに注意が必要である。
1. BTC（ビットコイン）
2. ETH（イーサリアム）
3. ETC（イーサリアムクラシック）
4. LSK（リスク）
5. FCT（ファクトム）
6. XRP（リップル）
7. XEM（ネム）
8. LTC（ライトコイン）
9. BCH（ビットコインキャッシュ）
10. MONA（モナコイン）
11. XLM（ステラルーメン）
12. QTUM（クアンタム）
13. BAT（ベーシックアテンショントークン）
14. IOST（アイオーエスティー）
15. ENJ（エンジンコイン）
16. OMG（オーエムジー）
17. XTZ（テゾス）
18. QASH（キャッシュ）
19. HT（フォビトークン）
20. LN（リンク）
21. RYO（こばん）
22. FSCC（フィスココイン）
23. NCXC（ネクスコイン）
24. CICC（カイカコイン）
25. ZAIF（ザイフ）
26. CMS（コムサ）
27. TRX（トロン）
28. ATOM（コスモス）
29. DOT（ポルカドット）
30. OKB（オーケービー）
31. PLT（パレットトークン)
32. ADA（エイダコイン）
33. LINK（チェーンリンク）
34. XYM（シンボル）
35. JASMY（ジャスミー）
36. MKR（メイカー）
37. DEP（ディープコイン）
38. COT（コスプレトークン）
39. BOBA（ボバネットワーク）
40. DOGE（ドージコイン）
41. FCR（FC Ryukyu Coin）
42. BSV（ビットコイン・サトシ・ビジョン）
43. AVAX（アバランチ）
44. MATIC（ポリゴン）
45. MV（ゲンソキシメタバース）
46. ZPG（ジパングコイン）
47. KLAY（クレイトン）
48. CHZ（チリーズ）
49. ASTR（アスター）